# Kumberg (Austria)
Kumberg – gmina targowa w Austrii, w kraju związkowym Styria, w powiecie Graz-Umgebung. Według Austriackiego Urzędu Statystycznego liczyła 3728 mieszkańców (1 stycznia 2015).